# Гольдберг, Вернер
Вернер Гольдберг (нем. Werner Goldberg; 3 октября 1919 — 28 сентября 2004, Берлин) — военнослужащий вермахта, наполовину еврейского происхождения, послуживший фотомоделью в нацистской пропаганде как «идеальный германский солдат».

## Биография
В детстве Вернер не знал, что его отец был евреем, так как и он сам, и его брат Мартин были крещены в лютеранской церкви Грюневальда. 
После прихода Гитлера к власти Гольдберг-старший был уволен с государственной службы на основании Закона о восстановлении профессиональной государственной службы. Вернер, окончив школу в 1935 году, поступил подмастерьем на работу в компанию Schneller und Schmeider, одним из совладельцев которой был еврей, и среди сотрудников которой также были и евреи, и лица смешанного происхождения (мишлинги). Дядя Вернера (брат его матери), напротив, стал активным нацистом и даже отказывался видеться со своей сестрой.
В начале 1938 года Вернер отслужил полгода в Имперской трудовой службе, а 1 декабря 1938 года был призван в вермахт. Он принял участие в Польской кампании. Вместе с ним служил его друг детства Карл Вольф, чей отец позднее стал оберстгруппенфюрером СС.
Вскоре после начала Второй мировой войны фотография Вернера появилась на страницах воскресной газеты Berliner Tageblatt под заголовком «Идеальный германский солдат». Позднее фотография использовалась на вербовочных плакатах.
В 1940 году, вскоре после перемирия с Францией, Вернер Гольдберг был уволен с военной службы согласно распоряжению Гитлера от 8 апреля 1940 года, в котором он запрещал воинскую службу мишлингам. Он вернулся на прежнее место работы, однако компанию к тому времени переименовали в Feodor Schmeider — из названия исчезло имя еврея-совладельца. В компании Вернер играл всё более важную роль, получая контракты на пошив униформы из армии и флота. Также он учился на Трудовых курсах (Reichsausschuss für Arbeitsstudie) и был среди 4 из 80 студентов, которые получили учительский сертификат. Позднее преподавал на тех же курсах, читал лекции организациям и директорам компаний, даже опубликовал статью в еженедельнике Textilwoche.
В декабре 1942 года отец Вернера был помещён в больницу «Бавария». Во время облавы в больнице гестапо схватило его и отправило в еврейскую больницу, служившую одновременно транзитной тюрьмой (оттуда евреев отправляли в Освенцим). На Рождество, воспользовавшись тем, что охранники отвлеклись, Вернер забрал своего отца из больницы. В апреле 1943 года отец был внесён в списки для «депортации» в Освенцим, однако Вернер спрятал его. В результате отец оказался единственным из членов семьи (кроме самого Вернера), кто пережил войну.
В 1959—1979 годах — депутат Палаты депутатов Берлина от ХДС, возглавлял комиссию по рассмотрению жалоб.
Вернер Гольдберг умер в Берлине 28 сентября 2004 года за несколько дней до своего 85-летия. Его пережили жена Гертруда Гольдберг и трое детей.

## Память
История Вернера Гольдберга освещена в фильме 2006 года «Еврейские солдаты Гитлера» (англ. Hitler’s Jewish Soldiers), который снял режиссёр Ларри Прайс в сотрудничестве с Израильским управлением телерадиовещания. Также история Гольдберга показана в декабре 2010 года по британскому телевидению в эпизоде сериала «Nazi Collaborators», снятого телекомпанией Yesterday TV.
В 2015 году в российском посёлке Сумкино установлен памятный знак «Защитникам Отечества во все времена». Как оказалось, на нём был изображён Вернер Гольдберг. Портрет на памятнике заменили после опознания.
В 2017 году министерство иностранных дел России на своей официальной странице на английском языке в твиттере опубликовало твит по поводу Европейского дня памяти жертв сталинизма и нацизма и годовщины заключения пакта Молотова — Риббентропа, в котором продекларировало различия между нацизмом и коммунизмом. В качестве «коммунистки» была выбрана Роза Шанина, а «нацистом», который «начал Холокост», послужил собственно сам Гольдберг, который, как отметили в СМИ, был этническим евреем и никогда не состоял в нацистской партии.